# Музыкальное образование

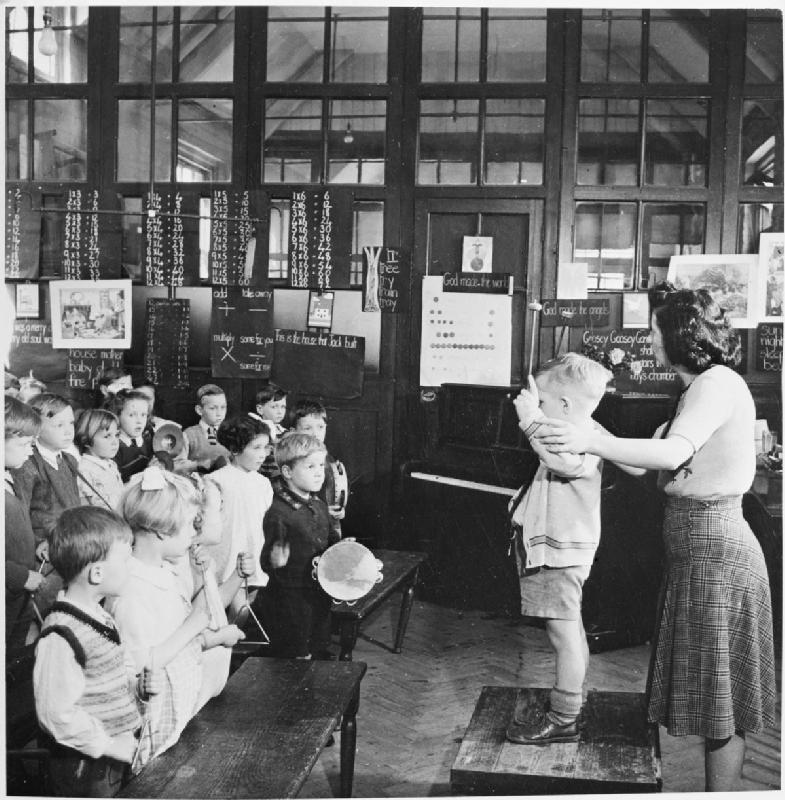
Музыкальный педагог даёт урок музыки детям даже во время Второй мировой войны (1943 год)

Музыкальное образование — обучающая система, служащая для передачи знаний и практических навыков, так или иначе связанных с музыкой. Большинство профессионалов, для более продуктивной музыкальной деятельности, получают то или иное музыкальное образование.
Музыкальное образование даёт необходимый уровень подготовки как в прикладном музыкальном искусстве (вокал, дирижирование, игра на различных музыкальных инструментах), так и в исследовательской части (композиция, музыковедение, история музыки).
Большое внимание уделяется и подготовке будущих музыкальных педагогов; учёные проводят специализированные исследования способов преподавания и изучения музыки. Свои результаты они нередко публикуют в рецензируемых журналах и обучают студентов, которые готовятся стать учителями музыки, в музыкальных школах, университетах и консерваториях.